# توماس ريتشاردسون (سياسي)
توماس ريتشاردسون (بالإنجليزية: Thomas Richardson)‏ هو سياسي بريطاني (وحمل سابقاً جنسية المملكة المتحدة لبريطانيا العظمى وأيرلندا)، ولد في 1876، وتوفي في 1945. حزبياً، نشط في حزب العمال. في الانتخابات العمومية البريطانية في ديسمبر 1910 ‏، انتخب عضو برلمان المملكة المتحدة الـ30 عن دائرة Whitehaven (UK Parliament constituency) ‏ (3 ديسمبر 1910 – 25 نوفمبر 1918).